# Фланг

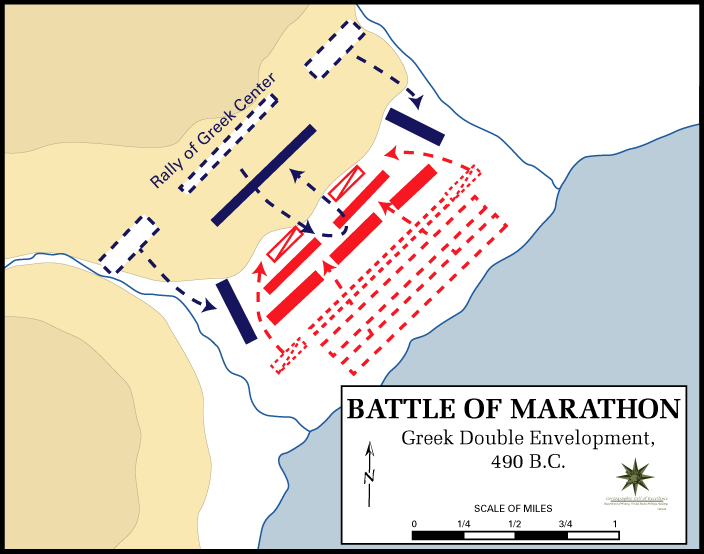
Марафонська битва 13 вересня 490 до н. е. — як приклад флангового маневру

Фланг (нім. Flanke, фр. flanc, від франкського, hianka — сторона) — правий або лівий край строю, розташування військ (кораблів), бойового, похідного порядку військ (підрозділів, частин тощо) або оперативної побудови військ. При поворотах строю назва флангів (правий, лівий) не змінюється.
При веденні бойових дій фланг в порівнянні з фронтом є слабкішою і тому уразливішою частиною бойового порядку, оскільки вихід противника на фланг веде до роз'єднання з сусідами і загрожує зривом сполучення з тилом; тому під час організації бою та операції особлива увага приділяється забезпеченню своїх флангів й стиків з сусідами.